# Asura phaeoplagia
Asura phaeoplagia là một loài bướm đêm thuộc phân họ Arctiinae, họ Erebidae.